# MIDI
MIDI (Musical Instrument Digital Interface) je elektronski standardni protokol, s katerim lahko komunicirajo različne elektronske glasbene naprave. S pomočjo tega protokola lahko obstaja komunikacija med sintetizatorjem zvoka in drugo opremo, kot so računalnik, zvočne kartice in druga elektronika, ki se uporablja pri ustvarjanju ali obdelavi glasbe.
MIDI standard je prvič predstavil Dave Smith (1981), komercialno pa se uporablja od leta 1983.

MIDI (MUSICAL INSTRUMENT DIGITAL INTERFACE)
```
zgodovina:
```

Pred midi zapisom so na podoben način uporabljali star analogni sint (synths), control (CV). 
1982 je ekipa sedmih elektronsko glasbenih proizvajalcev (YAMAHA ...) razvila standardni protokol MIDI.
Prvi midi synth je bil Yamaha DX7, malo kasneje pa je na tržišče prišel legendarni Prophet 5.

## KAJ JE MIDI
MIDI je protokol, in ne vsebuje zvočnih zapisov, temveč sprejema podatke in jih pošilja naprej v točno določene tone.
Standardni MIDI vsebuje konektor DIN 5, ima 3 pine za pošiljanje informacij in 2 za razširitev. Vsak midi naj bi imel vsaj 2 konektorja (midi IN ter midi OUT).
Midi naprave se lahko povežejo v (DAISY CHAIN) verigi, tako da lahko informacije  prehajajo iz ene naprave v drugo. To se naredi s pomočjo midi preko (MIDI THRU).
Nekaj MIDI PARAMETROV:
1. NOTE ON (pritisk note)
2. NOTE OFF (spust note)
3. NOTE NUMBER (katera tipka je v uporabi)
4. VELOCITY (kako močno pritisnemo tipko)
5. PROGRAM NUMBER (spomin)
6. PITCH BEND (spreminja barvo zvoka,globino)
7. MIDI CHANNEL (za neodvisne simulativne tokove)

Midi kabel max 15m!
1. MIDI in: informacije prejme naprava
2. MIDI out: izvede (oblikuje) podatke in jih pošlje ven
3. MIDI thru: informacje prejme pri vhodu, in jih pripravi za naslednje naprave v verigi

Midi uporablja binarna koda za prenos podatkov.
Prav tako je serijski vmesnik z enim bitom poslan v čas. Hitrost prenosa midi je 31,25 kbit/s.  (1 bit za začetek, 8 podatkovnih bitov, 1 bit za stop). S tem, serijski prenos,  mogoče prenaša podatke brez potrebe po sinhronizaciji med dvema napravama (le en potreben kabel).
BINARNA TEORIJA:
33 to binary
- 33 : 2 = 1
- 16 : 2 = 0
- 8 : 2 = 0
- 4 : 2 = 0
- 2 : 2 = 0
- 1 : 2 = 1

```
rezultat : 10001
```

Tak zapis se piše iz spodaj navzgor.
Najmanjša enota v binarnemu sistemu se imenuje bit (binarno število). Skupina štirih bitov se imenuje Košček (nibble). Skupina osmih bitov pa se imenuje bajt.
* 1 kilobajt = 1024 bajtov 
- 1gigabyte = 1024 MB

Midi sporočila so združene v blokih, po 10 bitov. Blok vsebuje en uporaben bajt in sinhronizacijo dveh bitov začetni bit in stop bit.
```
* status byte: definirane ukaze je treba posredovati v midi kanale (ex: opomba, kanal 10). 
* podatkovni bajt: vsebuje posebne informacije o ukazu (ex:, ki ugotavljajo vrednost). Vedno se začne z 0. Ta je izražen z vrednostjo med 0-127.
```

MIDI SPOROČILA :
Kanal sporočil je naslovljen na poseben midi kanal tako, da naprava sama nadzira vklop/izklop, nadzira spremembe.
Sistemska sporočila je mogoče razlagati s katerokoli napravo v midi verigi, ne glede na nastavitev kanala (reset, čas, ura ...)
KONTROLA SPOROČIL
Uporabljajo se za prenos v realnem času, prilagoditve notranjih parametrov midi naprave. V smislu reševanja lahko:
- normalna krmilniki resolucija (128 korakov 7Bit.)
- visoka resolucija krmilniki (16,384 korakov 14Bit.) (LSB / MSB)

Glede ukrepov:
- stalno: imajo brezstopenjske vrednosti 0-127
- preklapljanje krmilnika: ima le dve možni vrednosti 0 ali 127 (vklop / izklop).

MIDI POLIFONIJA
Opisuje številne programe, ki jih je mogoče predvajati v različne midi kanale, ki imajo več kot en synth znotraj naprave, vsak kanal imenuje del. 
16 del multi timbral:
- lahko je 16 zvokov igral istočasno.

Obstajajo 4 načini 
- mode 1: omni on/poly
- mode 2: omni on/mono
- mode 3: omni off/poly (NAJBOLJ POGOST)
- mode 4: omni off/mono

SEQUENCER (snemalnik..)
Sequencer je naprava za snemanje, predvajanje, manipuliratiranje "midi" podatkov. Signali na vhodu bodo shranjeni v pomnilniku, kjer jih uredimo in jih povzamemo v predvajanje. Obstaja nekaj vrst sekvencerjev:
- Izključno samostojno  zgrajen  in deluje kot sekvencer (Roland MC50, Kawai Q80, Yamaha QX5)
- Vgrajen kombinacija sintetični, sampler in sekvencer. (Korg M1, AKAI MPC 2000)
- Na osnovi programske opreme: uporablja CPU računalnika. To je program, ki deluje ali opravlja kot sekvencer (Cubase, Logic (KEY COMMENDER) ....)

se nanaša na prostor za zapis podatkov o zmogljivosti. Več kot eno skladbo lahko deli isti midi kanal (npr. desno in levo roko na klavir).
NAČIN OBDELAVE
Ena od velikih moči sekvencer omogoča zmogljivost, ki se spremeni na več načinov: 
- da popravi napake,
- ponovite dobro prehodi,
- spremembe hitrosti, ....

```
Najpogosteje uporabljanih funkcij:
```

- copy / paste
- zanke
- prenos
- spremeniti tempo in podpis
- opomba urejanje
- quantize: se nanaša na dejstvo, da prisili dogodku igrati na določenem najbližjem mestu.

### LOKALNI VKLOP/IZKLOP
Na sintetični, so midi podatki, ki prihajajo iz tipkovnice poslali tako midi izhod in notranji zvok generatorja. 
Če je signal na izhodu poslalan nazaj na vhod (za sekvencer mehka skozi), povzroča midi odmev. 
Da bi se temu izognili, moramo pritisniti lokalni off stikalo, tako da je midi preusmerjen samo na sekvencer.
```
Da se omogoči zvok modulov do zaslišanja med snemanjem, se signali v midiju  odražajo na midi outs s pomočjo ti poveljevanja "midi mehka skozi". To velja le za zapis omogočen (oborožena).
```

Poskus poenotenja reprodukcije zvoka iz drugih vidikov midi instrumenta bi lahko, tako da zaporedje ustvarjeno v eni napravi se predvaja pravilno na druge naprave.
SPLOŠNA PRAVILA MIDI 
- mora imeti 128 programov po standard tabela
- najmanj 24 glasov minimalno polifonija
- 16 del multitimbral
- bobni na kanalu 10
- bobni sledijo standardni preslikava
- krmilniki 1,7,10,11,64,128 in 123 je treba izvajati

Rok.K